# Coop Norrbotten Arena

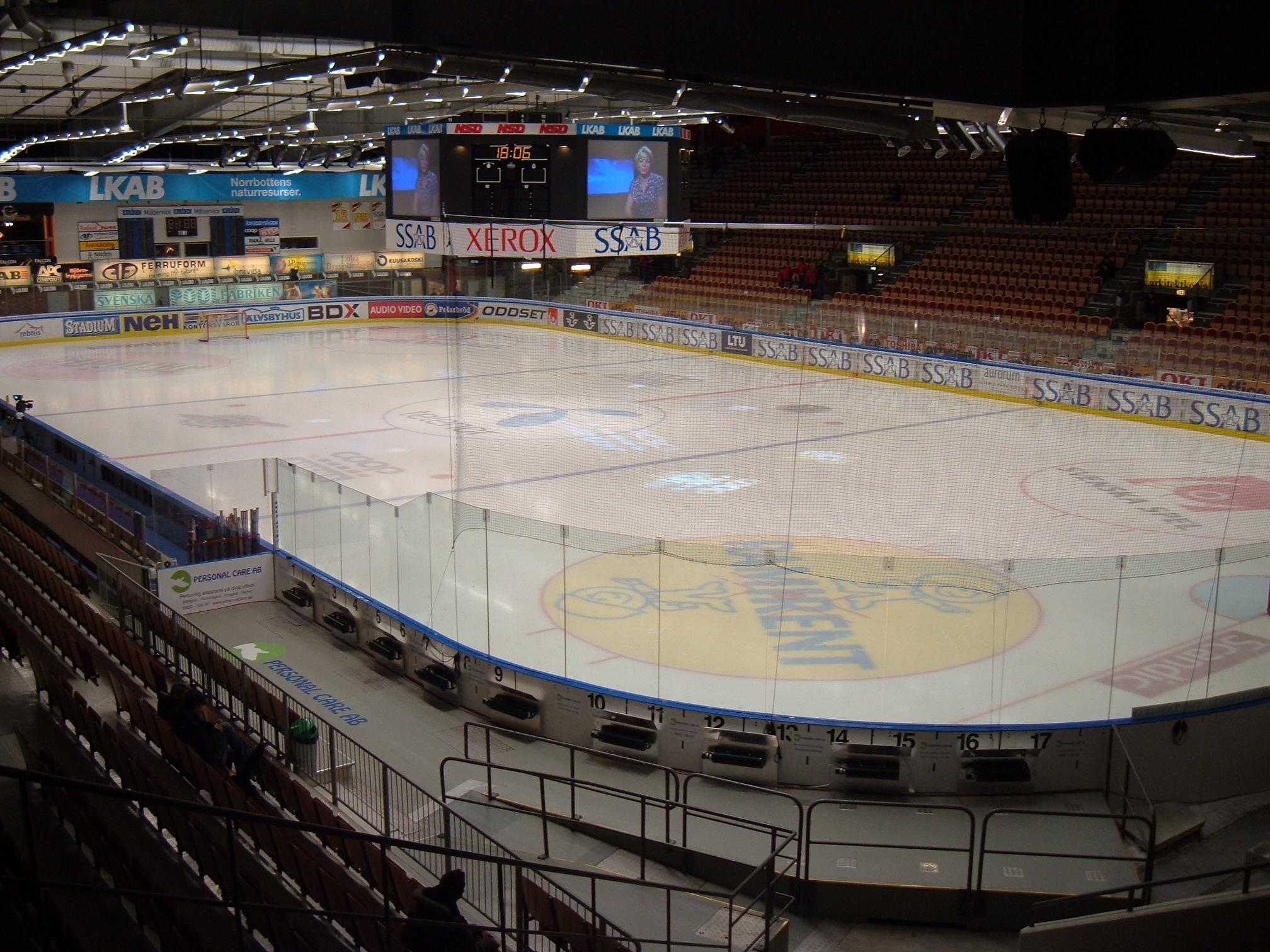
Coop Arenas interiör från 2006.

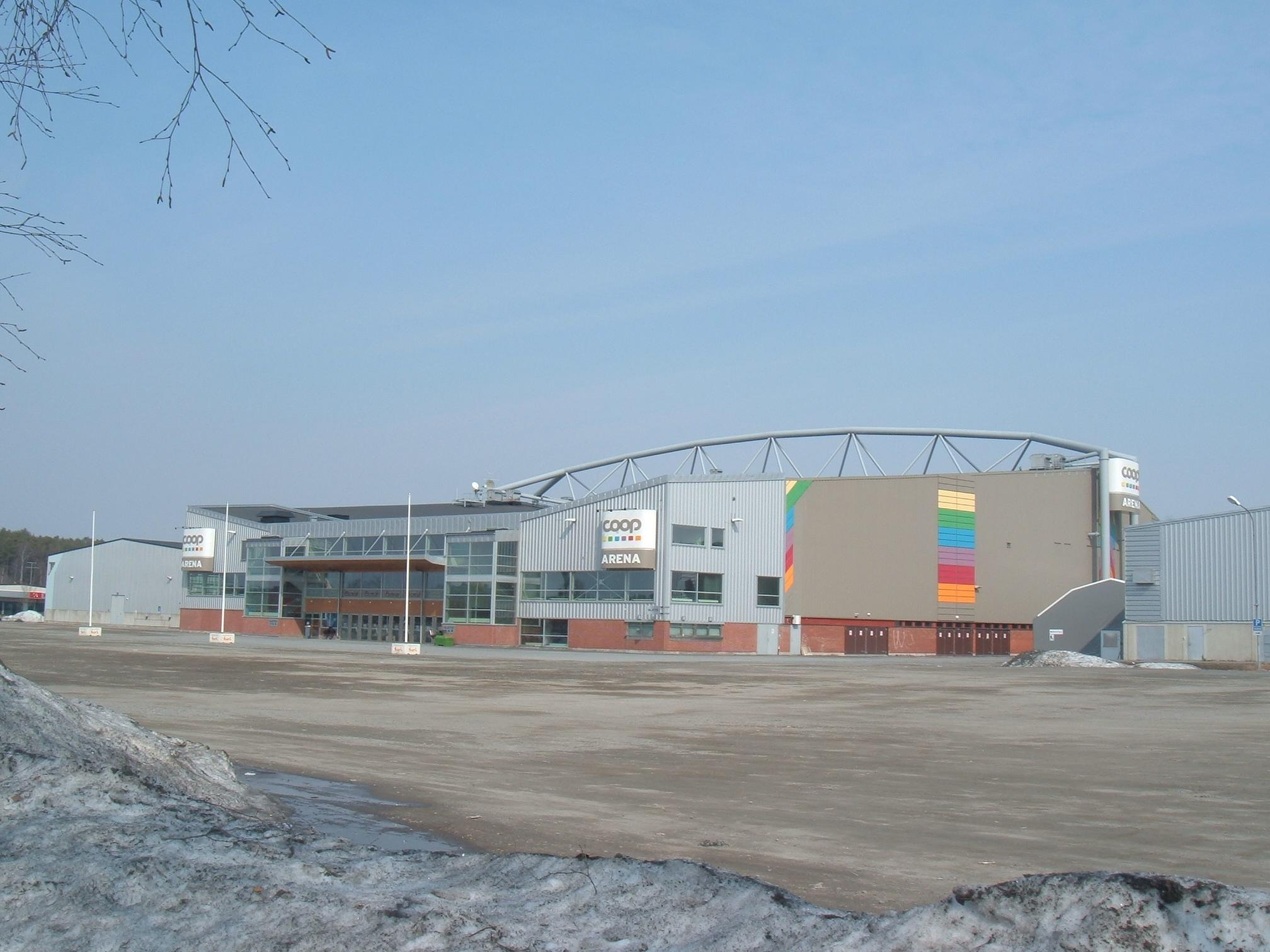
Coop Arenas exteriör från 2006.

Coop Norrbotten Arena, tidigare Coop Arena (2002-2013) och Delfinen (1970-2002), är en idrotts- och evenemangsarena i Luleå.
Den nuvarande multiarenan invigdes 13 september 1970 som enbart en ishall vid namn Delfinen, för att den precis som idag låg i Kvarteret Delfinen i Skutviken.
Efter en större ombyggnad och ett sponsoravtal med dåvarande Konsum Norrbotten, fick arenan år 2002 ett nytt namn, Coop Arena. Sedan 2013 heter arenan officiellt Coop Norrbotten Arena, men redan 2010 bytte arenan logotyp med texten "Coop Arena" till "Coop Norrbotten Arena". Arenan kallas fortfarande ofta för Coop Arena eller Delfinen i folkmun. 
Arenan är främst Luleå HF:s hemmaarena, men var från mitten av 1990-talet till 2005 även Plannja Baskets (nu BC Luleå) hemmaarena. Från och med säsongen 2015/2016 har Luleå HF:s damsektion och MSSK gått ihop och bildat Luleå HF/MSSK. Deras hemmamatcher spelas både i Coop Norrbotten Arena i Luleå och LF Arena i Piteå.
Coop Norrbotten Arena används även till konserter, mässor och konståkning. Arenan arrangerade första deltävlingen i Melodifestivalen 2011 och tredje deltävlingen i Melodifestivalen 2020.
Intill Coop Norrbotten Arena finns tre andra ishallar, en B-hall (Lulebohallen) med 500 åskådarplatser för mindre arrangemang, en C-hall (Scaniahallen) utan åskådarplatser samt en D-hall (Nåidenhallen).

## Historia

### SM-guld och publikrekord
Plannja Basket tog SM-guld i arenan 1999, 2000, 2002 och 2004. Luleå HF/MSSK tog SM-guld i arenan 2016, 2018, 2019, 2021 och 2024.
Arenans publikrekord sattes 18 april 2000, när Plannja Basket spelade sin sista finalmatch mot Magic M7 och vann SM-guld. Matchen sågs av 7 250 åskådare.
Den 16 november 2018 spelades en grundseriematch mellan Luleå HF/MSSK och AIK Ishockey Damer som sågs av 6220 personer (fullsatt), vilket är det nuvarande publikrekordet för svensk damhockey.

### Ombyggnader och tillskott
En större ombyggnation inleddes 2008. Ishallen invigdes samma år. Publikkapaciteten vid ishockeymatcher, från 5 600 till 6 300 åskådarplatser. En handikappläktare med plats för 30 personer byggdes. Antalet loger utökades från tolv till 30, och ståplatsläktaren flyttades från långsidan till kortsidan. Den nya ombyggda arenan invigdes den 26 november 2009, inför en elitseriematch mellan Luleå HF och Färjestads BK. Helt klar beräknades arenan vara under 2010. 2008 byggdes en ny ishall intill arenan, D-hallen eller Nåidenhallen, namngiven efter en sponsor, ett byggföretag.
Vid ombyggnaden tillkom Handelsbanken Bistro och Ricoh-bar. Sedan tidigare etta fanns i arenan Luleå Hockey Restaurang, samt en bastuloge på en balkong med utsikt utöver arenan.[källa behövs] 1 juli 2010 övertog Luleå HF driften av arenan från Luleå kommun.
Inför säsongen 2011/2012 skaffade Luleå Hockey en ny mediakub, en i arenan centralt upphängd monitor med resultattavlor. I ett ombyggnadsprojekt togs, på grund av dålig sikt, den nedersta raden bakom spelarbåsen helt bort. På motsatt långsida höjdes rad ett till åtta för att göra rad ett och två mer attraktiva. Inför säsongen 2011/2012 inrättades även en ny bar i arenan.
Inför säsongen 2018/2019 installerades isprojektion samt ett nytt ljud- och ljussystem för 40 Miljoner kronor i arenan, levererat av Bright Group Sweden. I samband med detta flyttades kameraplatsen för livesändningar närmare isen, vilket resulterade i att arenans kapacitet minskade med 80 platser till 6220 platser. Kort därefter reducerades publikkapaciteten ytterligare till nuvarande 6150 när man installerade nya digitala reklamskärmar bakom spelarbåsen.